# United Gold Coast Convention
Die United Gold Coast Convention (UGCC) war eine politische Partei der Kronkolonie Goldküste, vor der Unabhängigkeit Ghanas im Jahr 1957. 
Ziel der Partei war es, der Kolonie die Unabhängigkeit von der britischen Herrschaft nach dem Zweiten Weltkrieg zu bringen.

## Geschichte
Am 4. August 1947 wurde die United Gold Coast Convention gegründet. Gründungsmitglieder waren neben Paa Grant, Kobina Kessie, R.S. Blay und R. A. Awoonor-Williams und die sechs Big Six-Mitglieder (Ebenezer Ako-Adjei, Edward Akufo-Addo, Joseph Boakye Danquah, Kwame Nkrumah, Emmanuel Obetsebi-Lamptey und William Ofori-Atta).
Im Jahr 1947 erreichte die UGCC die Rückkehr von Nkrumah nach Ghana. Zunächst sollte Ako-Adjei den Vorsitz der Partei übernehmen. Dieser war aus der Zeit des Studiums in den USA jedoch eng verbunden mit Nkrumah, zu dessen Gunsten er auf den Parteivorsitz verzichtet.

### Spaltung und Neugründung
Nkrumah wurde General Sekretär der United Gold Coast Convention, doch kam es in der Folgezeit zu Differenzen zwischen dem charismatischen Nkrumah und dem moderaten aus der Mittelklasse stammenden Danquah im Hinblick auf die Parteilinie. Als Folge spaltete sich die Partei bereits nach zwei Jahren.
Nkrumah bildete mit seinen Anhängern die Convention People’s Party und wurde als deren Vorsitzender erster Präsident Ghanas nach der Unabhängigkeit.